# 小西未来
小西 未来（こにし みらい、1971年9月17日 - ）は、日本の映画ライター、翻訳家、映画監督。

## 人物
立教大学文学部英米文学科を卒業したのち、南カリフォルニア大学映画芸術学部映画制作科に留学、修士課程修了。日本映画ペンクラブ会員、ハリウッド外国人記者協会会員である。ロサンゼルス在住。

## 翻訳
- 『ガール・クレイジー』（ジェン・バンブリィ、河出書房新社） 2000.7　ISBN 9784309203430
- 『ウォールフラワー』（スティーヴン・シュボースキー、アーティストハウスパブリッシャーズ） 2001.5　ISBN 9784048973137
- 『ピクサー流マネジメント術 天才集団はいかにしてヒットを生み出してきたか』（エド・キャットマル、武田ランダムハウスジャパン） 2009.7　ISBN  9784270005101

## 監督作品
- 『カンパイ！世界が恋する日本酒』(原題：KAMPAI! FOR THE LOVE OF SAKE[5]）
- 『カンパイ！日本酒に恋した女たち」(原題：KAMPAI! SAKE SISTERS[6]）

## 脚註
1. ↑  日本映画ペンクラブ会員一覧
2. ↑  ゴールデングローブ賞を選考するHFPAの新メンバーに日本人 映画.com 2011年5月10日付
3. ↑  “HFPA Members”.   HFPA. 2013年6月2日時点のオリジナルよりアーカイブ。2011年7月4日閲覧。
4. ↑  “小西未来：筆者紹介”. 映画.com. 2022年3月12日閲覧。
5. ↑   Kampai! For the Love of Sake 2019年5月16日閲覧。
6. ↑  “Kampai! Sake Sisters” (イタリア語). www.fareastfilm.com. 2019年5月16日閲覧。